# Sicherheitsbeauftragter
Sicherheitsbeauftragte unterstützen in einer Organisation die Durchsetzung von Sicherheitsmaßnahmen. Es gibt Sicherheitsbeauftragte in verschiedenen Arbeitsbereichen, die konkreten Funktionen unterscheiden sich je nach Bereich und gesetzlicher Grundlage.

## Arbeitsschutz
Sicherheitsbeauftragte (SiBe) sind von einem Unternehmen schriftlich bestellte Personen, die den Unternehmer, die Führungskräfte, die Fachkraft für Arbeitssicherheit, den Betriebsarzt und die Kollegen darin unterstützen, Unfälle, berufsbedingte Krankheiten und arbeitsbedingte Gesundheitsgefahren zu vermeiden. Sicherheitsbeauftragte sind Beschäftigte des Unternehmens.
Die Person ist in jedem Unternehmen (oder örtlich selbständigen Betriebsteilen) mit mehr als 20 (die Unfallversicherungsträger können abweichende Festlegungen treffen) Beschäftigten und Sitz in Deutschland zu bestellen (§ 22 SGB VII). Den Sicherheitsbeauftragten kommt aufgrund ihrer Orts-, Fach- und Sachkenntnis die Aufgabe zu, in ihrem Arbeitsbereich Unfall- und Gesundheitsgefahren (Arbeitsschutz) zu erkennen und adäquat darauf zu reagieren sowie zu beobachten, ob die vorgeschriebenen Schutzvorrichtungen und -ausrüstungen vorhanden sind.
Sicherheitsbeauftragte sind ohne hierfür festgeschriebenen Zeitaufwand auf ihrer jeweiligen Arbeitsebene unterstützend tätig, treten gegenüber den Mitarbeitern als Multiplikator auf und bewirken durch ihre Präsenz und ihre Vorbildfunktion sowie durch ihr kollegiales Einwirken ein sicherheitsgerechtes Verhalten der Mitarbeiter. Als „Gute Praxis“ hat sich z. B. der Einsatz von Sicherheitsbeauftragten als Paten für Betriebsneulinge herausgestellt.
Sicherheitsbeauftragte sind in ihrer Funktion ausschließlich „ehrenamtlich“ (eine Entlohnung ist mit dem Lohn oder Gehalt des Arbeitnehmers abgegolten) tätig und können in keinem Fall die beratende Funktion einer Fachkraft für Arbeitssicherheit oder eines Betriebsarztes ersetzen. Auch in ehrenamtlich besetzten Organisationen kann die Position eines SiBe notwendig sein, regelmäßig ist das etwa bei Freiwilligen Feuerwehren der Fall.
Sicherheitsbeauftragte sollen nicht gleichzeitig auch Vorgesetzte sein. Dies beschreibt den optimalen Zustand für einen Großteil der Betriebe; ein generelles Festhalten an dieser Aussage für alle Branchen und Betriebsstrukturen ist nicht sinnvoll und spiegelt die betriebliche Praxis auch nicht wider. Sicherheitsbeauftragte sind auch Mitglied im Arbeitsschutzausschuss (ASA).
Die Bestellung von Sicherheitsbeauftragten wird in Unternehmen (oder örtlich selbständigen Betriebsteilen) und in Betrieben des öffentlichen Dienstes mit regelmäßig mehr als 20 Beschäftigten von den Berufsgenossenschaften und Unfallkassen vorgeschrieben. Bei der Bestellung eines Sicherheitsbeauftragten ist der Betriebs- oder Personalrat zu beteiligen (§ 22 SGB VII). Kriterien für die Zuordnung der Sicherheitsbeauftragten im Betrieb sind die räumliche Nähe, die zeitliche Nähe und die fachliche Nähe der zuständigen SiBe zu den Beschäftigten.
Sicherheitsbeauftragte in Zahlen (Deutschland 2021, Quelle: DGUV)
- Summe der Sicherheitsbeauftragten: 709.880
- In der gewerblichen Wirtschaft sind 549.889 Sicherheitsbeauftragte tätig.
- Im Bereich der öffentlichen Hand und in der Schülerunfallversicherung sind 159.991 Sicherheitsbeauftragte tätig.
- Im Durchschnitt ist in der gewerblichen Wirtschaft pro 84 Beschäftigte ein Sicherheitsbeauftragter tätig.
- 31.063 Sicherheitsbeauftragte aus der gewerblichen Wirtschaft nahmen an Qualifizierungsmaßnahmen der Unfallversicherungsträger teil.

Sicherheitsbeauftragter Aufgaben
Der Sicherheitsbeauftragte ist ein Mitarbeiter in einem Unternehmen, welcher neben seiner Haupttätigkeit zur Verbesserung der Gesundheit und der Arbeitssicherheit beiträgt.
Zu seinen Aufgaben zählen im Allgemeinen beratende und vermittelnde Tätigkeit zwischen Kollegen und den Verantwortlichen für die Arbeitssicherheit im Betrieb. Außerdem unterstützt er bei der Gefährdungsbeurteilung und ist Teil des Arbeitsschutzausschusses.

## Werkschutz
Sicherheitsbeauftragte nach § 22 SGB VII (Arbeitsschutz) sind zu unterscheiden von häufig genauso bezeichneten Mitarbeitern, deren Aufgabe es ist, die Sicherheit im Sinne von Kriminalitätsvorbeugung und -bekämpfung, Werkschutz oder in brandschutzaufsichtlicher Hinsicht (siehe auch Brandschutzbeauftragter) zu gewährleisten.

## Tunnelsicherheit
Die Richtlinien für die Ausstattung und den Betrieb von Straßentunneln, Ausgabe 2006 (RABT 2006, Deutschland) sehen die Funktion eines Sicherheitsbeauftragten für die Sicherheit von Straßentunneln vor. Der Sicherheitsbeauftragte wird vom Tunnelmanager ernannt. Der Sicherheitsbeauftragte muss von der Verwaltungsbehörde anerkannt sein und hat die Aufgabe sämtliche Präventiv- und Sicherheitsmaßnahmen zu koordinieren, um die Sicherheit der Nutzer und des Betriebspersonals sicherzustellen. Er ist in allen Fragen, die die Sicherheit von Straßentunneln betreffen, unabhängig und nicht weisungsgebunden. Er kann seine Aufgaben und Funktionen in mehreren Tunneln einer Region wahrnehmen. Seine Aufgaben sind im Einzelnen:
1. Er stellt die Koordinierung mit den Einsatzdiensten sicher und wirkt an der Ausarbeitung von Betriebsabläufen mit.
2. Er wirkt an der Planung, Durchführung und Bewertung von Einsätzen im Ereignisfall mit.
3. Er wirkt an der Ausgestaltung von Sicherheitsprogrammen und an der Festlegung von Spezifikationen für bauliche Einrichtungen, Ausstattung und Betrieb sowohl bei neuen Tunneln als auch in Bezug auf den Umbau bestehender Tunnel mit.
4. Er vergewissert sich, dass das Betriebspersonal und die Einsatzdienste geschult werden, und er wirkt an der Organisation von Übungen mit, die regelmäßig abgehalten werden.
5. Er erteilt fachlichen Rat hinsichtlich der Abnahme baulicher Einrichtungen, der Ausstattung und des Betriebes von Tunneln.
6. Er vergewissert sich, dass die baulichen Einrichtungen und die Ausstattung von Tunneln instand gehalten und repariert werden.
7. Er wirkt an der Auswertung erheblicher Störungen oder Unfälle mit.

## Medizinprodukte
Jeder Hersteller von Medizinprodukten bzw. dessen Bevollmächtigter muss einen Sicherheitsbeauftragten benennen. Der Sicherheitsbeauftragte für Medizinprodukte muss für die Erfüllung seiner Aufgabe die erforderliche Sachkenntnis besitzen, z. B. durch ein abgeschlossenes naturwissenschaftliches, medizinisches oder technisches Hochschulstudium und eine mindestens zweijährige Berufserfahrung.
Zu den Aufgaben des Sicherheitsbeauftragten für Medizinprodukte zählt die Sammlung und Bewertung bekannt gewordener Meldungen über Risiken bei Medizinprodukten. Weiterhin muss er die dann notwendigen Maßnahmen im Unternehmen koordinieren und ihm bekannte Medizinprodukterisiken anzeigen. Die Rechtsgrundlage dafür bildet in Deutschland § 30 MPG, in Österreich § 78 MPG.
Mit der Einführung der Verordnung (EU) 2017/745 über Medizinprodukte (MDR) wird der Sicherheitsbeauftragte durch die Verantwortliche Person nach Artikel 15 (Person Responsible for Regulatory Compliance, PRRC) ersetzt.

## Telekommunikation
Das deutsche Telekommunikationsgesetz verpflichtet die Betreiber öffentlicher Telekommunikationsnetze und die Anbieter öffentlich zugänglicher Telekommunikationsdienste, einen Sicherheitsbeauftragten zu ernennen (§ 166 Abs. 1 TKG). Das Gesetz stellt keine besonderen fachlichen oder personellen Anforderungen an den Sicherheitsbeauftragten.

## Andere europäische Staaten
In 20 anderen EU-Ländern gibt es Sicherheitsbeauftragte im Arbeitsschutz. Der Schwellenwert für die Zahl der Beschäftigten ist allerdings unterschiedlich zwischen 5 und 50. Ein anderer wesentlicher Unterschied liegt im Verfahren für die Bestellung der Sicherheitsbeauftragten, die in einigen Mitgliedsstaaten von der Belegschaft gewählt werden, in anderen von den Gewerkschaften oder eben vom Arbeitgeber benannt werden. Die Ausbildungspflicht und -dauer ist unterschiedlich geregelt.
In den Niederlanden gibt es ein alternatives System zum Sicherheitsbeauftragten. In Österreich nennt man ihn Sicherheitsvertrauensperson (SVP), die Anzahl, Auswahl und der Wirkungsbereich sind dort in der Verordnung der Bundesregierung über die Sicherheitsvertrauenspersonen (B-SVP-VO) geregelt.
Auch in der Schweiz gibt es Sicherheitsbeauftragte im Arbeitsschutz, deren Aufgaben allerdings eher mit den Aufgaben der deutschen Fachkraft für Arbeitssicherheit vergleichbar sind.